# Клуб хіміків (Сіверськодонецьк)
Клуб хі́міків — будівля, у якій нині розташований Сіверськодонецький міський театр драми (з 2014 р. - Луганський обласний академічний український музично-драматичний театр, переведений сюди з тимчасово окупавоного Луганська). Пам'ятка архітектури місцевого значення.

## Історія

Погруддя Тарасу Шевченку

Погруддя Івану Франку

Довоєнний генплан Сіверськодонецька передбачав центр селища саме в тому місці, де зараз розташований театр.
До війни територія була звичайним піщаним пустирем. Саме сюди 1 лютого 1943 року увірвалися перші танки розвідувального батальйону радянських військ і всі три танки були підбиті.
Коли почалося будівництво клубу, один танк все ще залишався на піщаному пустирі й заважав будівництву, тоді будівельники викопали котлован і засипали його. Цей підбитий танк, і понині покоїться під фундаментом клубу.
У 1947 році, на той момент вже заступник начальника Главку азотної промисловості Барський Ілля Матвійович видав рекомендації на розробку проектної документації клубу-театру для селища Лисхімбуд. У 1948 році почалося його будівництво. Провулок за клубом назвали Театральним (нині провулок Агафонова).
Скульптурне оформлення клубу взяв на себе заслужений художник, член Спілки архітекторів СРСР В. І. Пухальський.
На відкритті щойно збудованого кінотеатру (а саме під такою назвою здавався тоді клуб хіміків) керуючий трестом «Лисхімпромбуд» Петро Пилипович Новіков виголосив: «У майбутньому цей клуб стане театром, і провулок повністю виправдає свою назву». Його слова через пів століття втілилися у життя.
Після того, як у 1967 році був збудований Палац культури хіміків, будівлю клубу хіміків віддали об'єднанню «Склопластик».
20 лютого 1992 року будинок отримав статус пам'ятки архітектури місцевого значення.
З 1993 року у клубі хіміків розташований Сіверськодонецький міський театр драми.
У 2001 році у будинку була пожежа. Театральна трупа тимчасово виступала в інших приміщеннях міста, а будинок реконструюювався.
В 2016-2017 рр. проведено роконструкцію будівлі та довколишньої території.

## Опис
Навколо будинку розбитий сад, чавунні огорожі, фонтан. В сквері перед театром з обох сторін від фонтана розташовані погруддя українським письменникам Тарасу Шевченку та Івану Франку.